# Zetsuai
Zetsuai (jap. 絶愛-1989-, Zetsuai -1989-) ist eine abgeschlossene Shōnen-ai-Manga-Serie der japanischen Zeichnerin Minami Ozaki. Die Serie besteht aus fünf Bänden und bildet die inhaltliche Einleitung in die daran anschließenden Bände von Bronze Zetsuai.

## Handlung
Koji Nanjo ist ein berühmter Sänger und verliebte sich als Kind in eine Fußballerin. Sechs Jahre später trifft er sie wieder und muss feststellen, dass die Person, in die er die ganze Zeit verliebt war, ein Mann ist. Koji kann seine Gefühle aber nicht abstellen und entwickelt eine sehr innige, schmerzvolle Liebe für Takuto Izumi. Dieser glaubt anfangs noch, Koji wolle nur mit ihm befreundet sein, muss seinen Irrtum aber bald feststellen. Auch Takuto entdeckt Gefühle für Koji, kann diese aber nicht einordnen, erst im fünften Band von Zetsuai lässt sich Takuto auf die Gefühle von Koji ein.
Zetsuai wird aus der Sicht von Koji Nanjo betrachtet, der mit seinen Gefühlen und vor allem seiner Lust zu kämpfen hat. Erst in den Bänden von Bronze Zetsuai wird mehr über die Gefühle von Takuto Izumi deutlich.

## Charaktere
- Koji Nanjo ist ein berühmter Sänger und hat viele weibliche Fans, mit denen er auch oft Sex hat. Er ist eine schwierige, emotional unausgeglichene Persönlichkeit, geprägt durch seine schwere Kindheit bei seinem Vater, der ein Dōjō hat und Koji in der Kunst des Schwertkampfes unterwies. Er hat zwei Brüder und eine Schwester.
- Takuto Izumi ist ein sehr guter Fußballer, dem nur seine Familie wichtiger ist als der Sport. Er hat eine jüngere Schwester und einen jüngeren Bruder, die beide in einer Pflegefamilie untergebracht sind, da sein Vater von Takutos Mutter erstochen wurde. Auch er wurde von seiner Mutter dabei verletzt.
- Katsumi Shibuya ist Koji Nanjos Manager und Freund. Er verlor seine Schwester an einer Krankheit, die die Ärzte nicht rechtzeitig erkannten. Er merkt sehr schnell, was Koji für Takuto empfindet und versucht ihn davon abzuhalten, seine Gefühle auszuleben.
- Serika Izumi ist die jüngere Schwester von Takuto und ein großer Fan von Koji Nanjo. Dieser spielt Takuto vor, in seine Schwester verliebt zu sein, um nicht seine wahren Gefühle zeigen zu müssen. Serika erkennt aber bald, dass die Gefühle von Koji nicht ihr gelten.

## Entstehung und Veröffentlichungen
Die Geschichte ging aus einem Dōjinshi, einer inoffiziellen Fanpublikation, von Minami Ozaki hervor. Der 65-seitige Dōjinshi Yayoi Shinjū erzählt eine Liebesgeschichte zwischen zwei Hauptfiguren aus Captain Tsubasa, ein in den 1980er Jahren beliebter Fußball-Manga. Die Protagonisten in Zetsuai sind von diesen inspiriert. Die Geschichte spielt an nur wenigen Orten und hat nur eine kleine Zahl wiederkehrender Figuren.
In Japan wurde die Serie durch Shūeisha von 1989 bis 1991 veröffentlicht. Zunächst erschien sie im Magazin Margaret, später in insgesamt fünf Sammelbänden. Die deutsche Fassung in der Übersetzung von Nina Olligschläger erschien von November 2000 bis März 2001 bei Carlsen Comics. Editions Tonkam brachte eine französische Fassung heraus, Planeta DeAgostini eine spanische.

## Anime-Adaption
Am 29. Juli 1992 erschien in Japan eine Original Video Animation (OVA) zum Manga. Der 45 Minuten lange Film wurde beim Studio Madhouse unter der Regie von Takuji Endo produziert. Künstlerischer Leiter war Shinichi Uehara und Tetsuro Aoki war für das Charakterdesign und die Animation verantwortlich. Das Drehbuch schrieb Tatsuhiko Urahata, die Tonarbeiten leitete Yasunori Honda und für die Kameraführung war Hitoshi Yamaguchi verantwortlich. Der zuständige Produzent war Masao Maruyama.
Der Anime wurde ins Spanische und Chinesische übersetzt. Zur Fortsetzung Bronze Zetsuai wurden 1994 und 1996 ebenfalls zwei Animes produziert.
| Rolle           | Japanischer Sprecher (Seiyū) |
| --------------- | ---------------------------- |
| Koji Nanjo      | Sho Hayami                   |
| Takuto Izumi    | Takehito Koyasu              |
| Katsumi Shibuya | Kappei Yamaguchi             |
| Serika Izumi    | Kumiko Nishihara             |

## Rezeption und Bedeutung
Der Manga ist das bekannteste Werk von Minami Ozaki, die mit diesem, der Fortsetzung Bronze und ähnlichen Werken im Magazin Margaret sehr erfolgreich war. Es wird als eines der bedeutendsten Werke des Shōnen-ai-Genres genannt, für dieses ähnlich bedeutend wie Romeo und Julia für die klassische romantische Tragödie. Der Manga wird zudem im deutschsprachigen Raum als exemplarisch für Yaoi genannt. Yaoi steht in diesem Zusammenhang als Begriff im deutschen Sprachgebrauch für auf sexuelle Handlungen fokussierte Geschichten. Der Manga war zudem der erste seines Genres in deutscher Übersetzung, dem viele weitere folgten.
Die Originalfassung der Mangaserie habe unter den deutschen Leserinnen und auch manchem Leser eine große Anhängerschaft gefunden, so die Zeitschrift AnimaniA noch vor der deutschen Veröffentlichung. Die Zeichnungen seien umwerfend, melancholisch und zart, die Figuren zeigten wunderschöne Profile, Haare und Augen. Die Dialoge werden als „gefühlvoll und hintergründig, manchmal dramatisch und eindringlich oder auch zärtlich und voller Harmonie“ beschrieben, dennoch „nicht theatralisch“, sondern „aus dem Leben gegriffen“. Auch sei die düstere Serie bisweilen überraschend witzig. Die wenigen auftretenden Personen seien „mit viel Sorgfalt und Liebe ausgearbetiet“, die Geschichte erstaunlich „kompliziert und vielschichtig“. Die Anime-Umsetzung sei in hoher Qualität und unter Beteiligung vieler großer Namen produziert worden, mit viel Gefühl erzählt, von hoher Zeichenqualität und großartiger Inszenierung.